# Carige
Carige là một chi bướm đêm thuộc họ Geometridae.

## Các loài
- Carige duplicaria (Walker, 1862)